# Cuadro metálico deslizante
Un cuadro metálico deslizante es un tipo de entibación usada en galerías de minas subterráneas y en túneles, constituido por un arco de acero en varios segmentos solapados. Su característica principal es que ante un aumento de la presión ejercida por el terreno sobre él las partes que lo componen deslizan entre sí y mantiene su capacidad portante.

## Descripción

Un cuadro metálico deslizante está formado por tres o más segmentos con la misma sección transversal, en forma de canal, conocida como perfil Ω, en V o TH. Los segmentos son curvos, total o parcialmente y la curvatura normal es con la concavidad hacia el exterior. 
Los segmentos contiguos se solapan dos a dos y encajan un segmento en el otro. En rla zona de solape, con una longitud mínima de 400 mm, las piezas se mantienen paralelas y en contacto gracias a un par de abrazaderas atornilladas que se conocen como grapas. Las grapas son de dos tipos: con forma de cajón y del tipo abarcón.

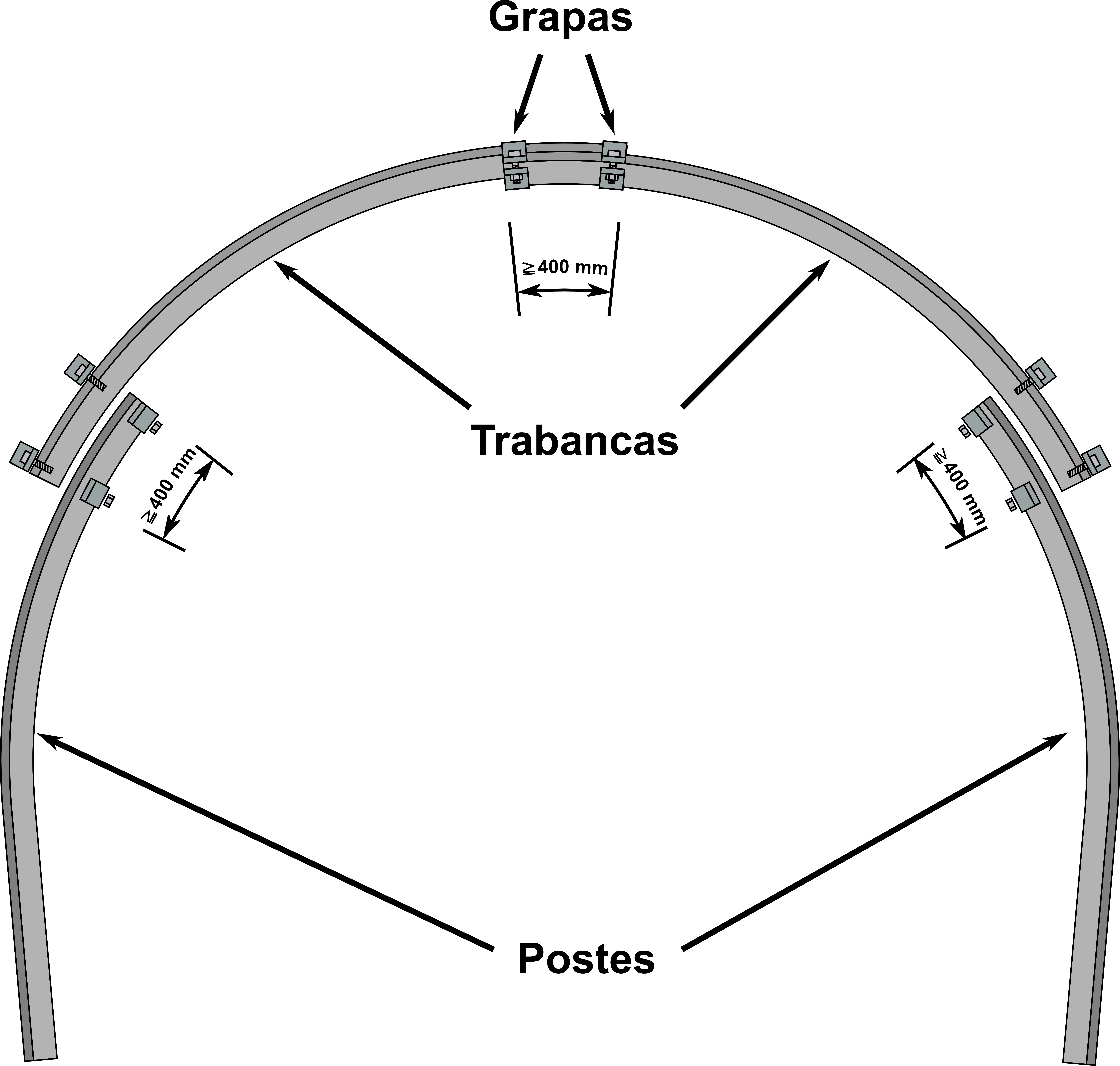
Despiece de cuadro metálico deslizante de 4 piezas, simétrico

Lo más usual es que se compongan de tres o cuatro piezas que cubran hastiales y bóvedas, aunque existen cuadros cerrados completos. Se conocen como trabancas (o cabezales) las usadas para la bóveda y como patucos, postes, pies derechos o, simplemente, pies para los hastiales. Las trabancas son piezas curvas y los pies derechos tiene una parte recta, la inferior, y otra curva, que es la que se solapa con la trabanca.
El perfil tiene como característica que sus momentos resistentes en los dos ejes son prácticamente iguales. Se fabrican en tamaños estandarizados que se clasifican según la masa por unidad de longitud. La norma española UNE 36530:1999 establece los tamaños en 16.5, 21, 25, 29, 34, 36, 40, 42 y 44 kg/m. Según De la Cuadra (1974, p. 311) los más usados son los de 21 y 29 kg/m en minería. Según Celada y Bieniawski, en túneles los más usados son entre 25 y 36 kg/m.
En una galería entibada con cuadros metálicos estos están colocados a una distancia constante entre ellos a lo largo de la misma y perpendiculares a su eje. La separación entre cuadros se consigue con los tresillones, que son barras, perfiles o tubos metálicos que, en un número de cuatro o cinco, se sujetan a dos cuadros contiguos. Con los tresillones se consigue el arriostramiento del conjunto de los cuadros, de manera que funcione como una estructura, lo que permite aumentar su resistencia a cargas longitudinales (como la onda expansiva de una voladura) y que la sobrecarga puntual sobre uno de ellos sea repartida a los adyacentes. En ocasiones se utilizan tresillones de madera (tablas, tarranchas o trabanquillas) 
pero su uso no es apropiado porque solo transmiten esfuerzos a compresión.
Además, el espacio entre los cuadros y el terreno debe guarnecerse, es decir, debe rellenarse completamente para que la presión se transmita de la forma más uniforme posible del terreno a los cuadros. La falta de uniformidad puede provocar que aparezcan zonas con concentración de esfuerzos (zonas duras) o zonas sin esfuerzo debido a huecos (zonas blandas). En ambos casos, el cuadro podría llegar a deformarse hacia el hueco libre (el interior en las duras y en las blandas hacia el exterior) lo que significaría la pérdida de su capacidad portante. Por último, el espacio entre cuadros puede cubrirse con parrillas o chapas para evitar la caída de rocas.
Por último, si el terreno sobre el que se colocan los postes es suficientemente blando para que estos se hundan en él, deben colocarse sobre bases o soleras (metálicas, de madera, etc) para evitarlo: si la resistencia al hundimiento es inferior a la resistencia al deslizamiento en los solapes, el cuadro se hundirá ante un aumento de presión del terreno y no trabajará apropiadamente.

## Historia
Sus creadores fueron Heinrich Toussaint y Egmont Heintzmann, que en 1932 diseñaron este tipo de arco, que también se conoce como perfil TH por las iniciales de su apellidos.
Su primer diseño, basado en la tecnología de construcción subacuática, contaba con dos perfiles diferenciados, uno para el exterior y el otro para el interior, con una pieza de madera entre ambos. La unión en los solapes se realizaba mediante barras en U roscadas en los extremos con tuercas. Tras la Segunda Guerra Mundial mejoraron su diseño pasando a un perfil único y eliminando la madera. Así, se comercializaron perfiles nuevos en 1948, 1958 y 1970, conocidos respectivamente como TH48, TH58 y TH70.

## Utilización y colocación

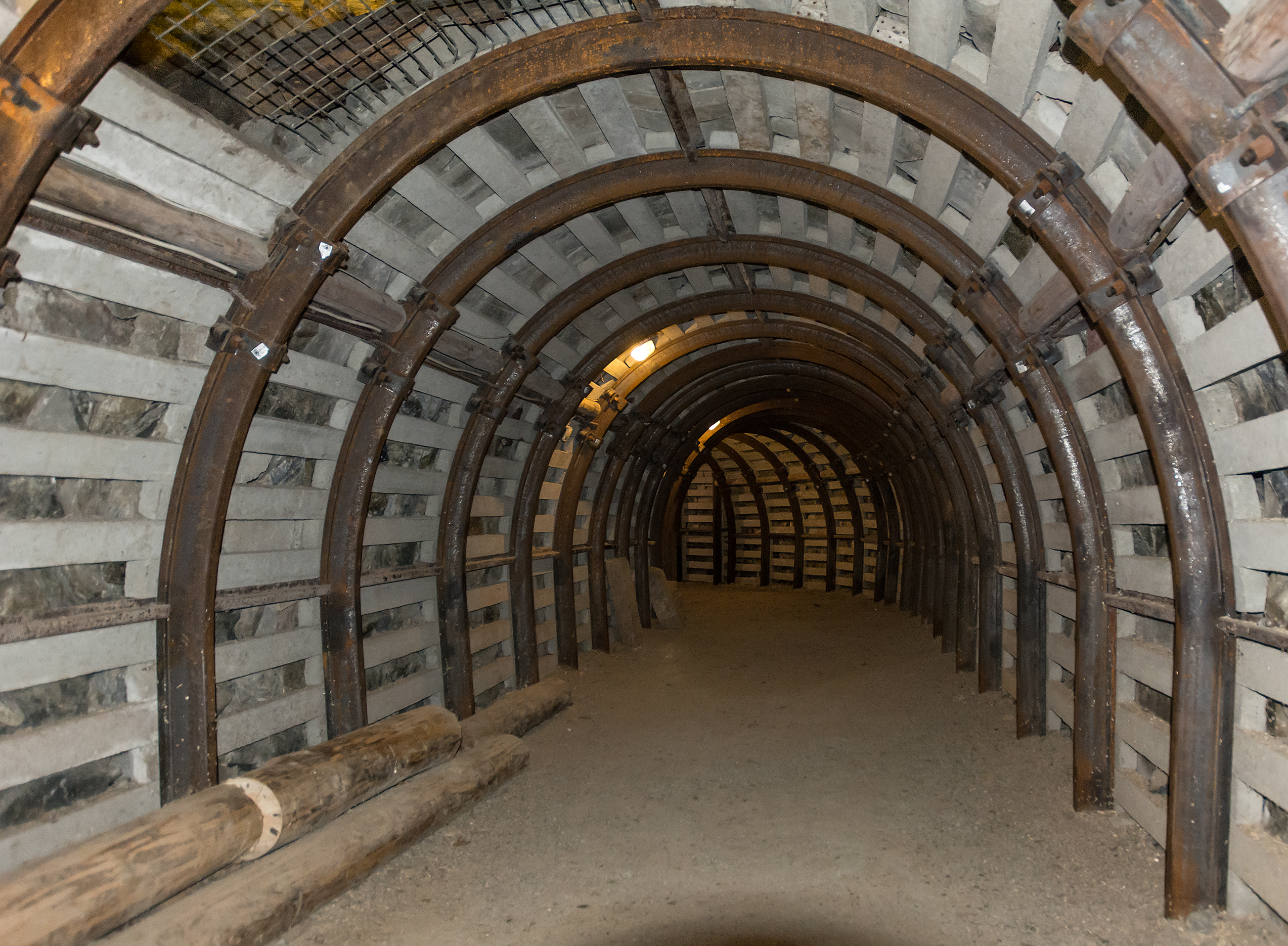

Los cuadros métalicos deslizantes se utilizan como sostenimiento en galerías de minas subterráneas. El nuevo cuadro en el frente de la galería se coloca comenzando por las trabancas, en la parte superior. Se colocan arriostradas a las del último cuadro y cubriendo el hueco entre ambos cuadros. De esta manera se asegura el frente contra posible desprendimientos. La colocación de las trabancas se ayuda de una viga o vigueta, conocida como corredera, situada en la clave de los dos cuadros anteriores, en la que se apoyan las trabancas hasta las colocación de los pies derechos.
Cada cuadro individual debe colocarse en un plano vertical, aplomado, tanto el cuadro completo como las patas con las trabancas. Así mismo, deben guarnecerse el espacio tras el cuadro para que la presión del terreno sea lo más uniforme posible. La falta de uniformidad puede provocar que aparezcan zonas con concentración de esfuerzos o zonas sin esfuerzo debido a huecos, en los que el cuadro tendería a doblarse. Por último, el espacio entre cuadros pueden cubrirse con parrillas o chapas para evitar la caída de fragmentos de rocas.

## Comportamiento
Ante pequeños aumento de la presión del terreno sobre el cuadro, este se comporta elásticamente. Hasta que se alcance un límite de resistencia en que se produzca el deslizamiento de las partes. Este límite depende, entre otros factores, del par de apriete de los tornillos de las grapas. A partir de este momento, la resistencia a nuevos deslizamientos aumenta ya que la superficie de deslizamiento es mayor y el cuadro aumenta su curvatura (disminuye el radio). Agotada la capacidad de deslizamiento, la resistencia del cuadro depende la calidad del acero.